# Freistaat Schwenten

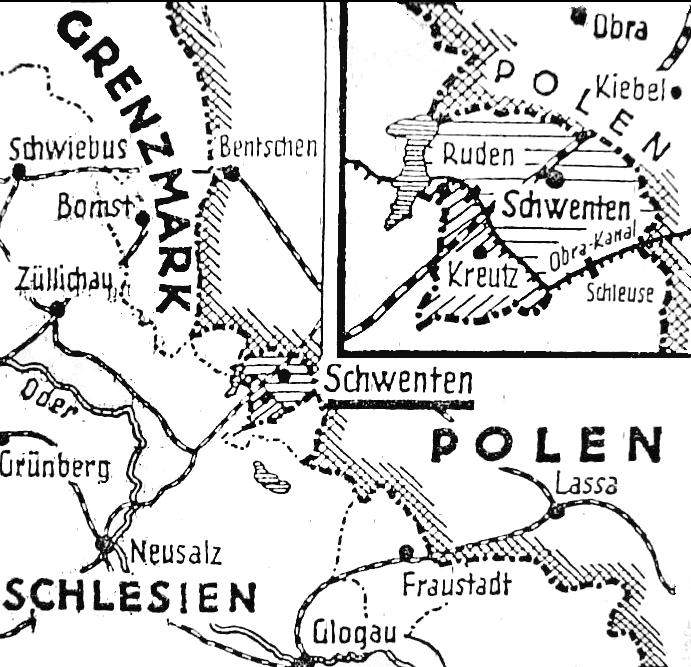
Karte, veröffentlicht in Die Grenzpost am 25. Dezember 1932

Emil Gustav Hegemann: Der Freistaat Schwenten. Deutsche Not und Treue in der Grenzmark Posen

Der Freistaat Schwenten (polnisch Republika Świętnieńska, Wolne Państwo Świętno) war ein von Januar bis August 1919 existierender Freistaat der Weimarer Republik. Er umfasste lediglich das Gebiet der Gemeinde Schwenten (heute Świętno, Polen).

## Geschichte
Bis 1918 gehörte Schwenten, das im Jahr 1905 lediglich 610 Einwohner hatte, zum Landkreis Bomst in der Provinz Posen. Die Einwohner des an der Eisenbahnstrecke von Kontopp nach Grätz gelegenen Ortes waren ausschließlich deutschsprachig, umgeben von Dörfern und Städten mit deutsch-polnisch gemischter Bevölkerung. Im Posener Aufstand (1918–1919) gerieten ab Ende Dezember 1918 große Teile der Provinz Posen unter den Einfluss der polnischen Aufständischen. Deutsche und polnische Milizen lieferten sich teils heftige Auseinandersetzungen. Die Sorge vor polnischen Übergriffen und der Besetzung durch die Polen ergriff alle deutschen Dörfer, so auch Schwenten.
Angesichts dieser Gefahr und nach der vergeblichen Anforderung von Schutztruppen in Glogau beschloss die einberufene Gemeindeversammlung am 5. Januar 1919 im Gasthaus Wolff die Proklamation der Unabhängigkeit des neutralen „Freistaats Schwenten“. Direkt im Anschluss daran wurden die Verhandlungen mit den Nachbardörfern Kiebel und Obra aufgenommen und ein Nichtangriffspakt mit den örtlichen polnischen Kommandanten erwirkt. Pfarrer Emil Gustav Hegemann wurde zum Präsidenten und Außenminister, Bürgermeister Drescher zum Innenminister ernannt. Förster Teske fungierte als „Kriegsminister“. Die Pläne zum Aufbau einer „Marine“ unter Führung des Dorffrisörs waren gegenstandslos, solange der See zugefroren war. Eine Verfassung und Gesetze wurden erlassen; der Finanzminister verabschiedete unter schwierigen Umständen einen Haushalt, denn die Haupteinnahmequelle des Freistaates, die Herstellung und der Handel mit Bier, blieben unbesteuert. Der Gastwirt Schulz hätte dem Schwentener Parlament, welches in seinem Gasthaus tagte, ansonsten kein Freibier mehr ausgeschenkt.
Die deutschen und auch die polnischen Milizen erkannten die Neutralität des Freistaates Schwenten an. „Ausländer“ konnten den Freistaat nur mit einem Visum betreten oder durchqueren, welches ein Stempel des örtlichen Pfarramtes war. Nachdem im Sommer 1919 der inzwischen aktiv gewordene deutsche Grenzschutz durch die Alliierten zurückgerufen worden war, herrschte Waffenstillstand und bei den Versailler Friedensverhandlungen wurde über die genaue Grenzziehung verhandelt. Letztlich musste die Schwentener Staatsregierung erkennen, dass die Unabhängigkeit nicht aufrechtzuerhalten war, entschied am 10. August 1919 die Aufgabe der Neutralität und beantragte die Aufnahme in das Land Preußen des Deutschen Reiches. Dem wurde am 9. Juni 1920, nach dem Eintreffen der Ententekommission, entsprochen; die Grenze zwischen Deutschland und Polen wurde, wie im Vertrag von Versailles vereinbart, festgelegt und Schwenten durfte bei Deutschland verbleiben. Mit der Auflösung des Landkreises Bomst wurde Schwenten 1938 dem Landkreis Grünberg i. Schles. zugewiesen.

## Erinnerung
In Erinnerung an den Freistaat feierte die Gemeinde Schwenten jedes Jahr am 9. Juni ein Fest im sogenannten „Historischen Gasthaus“, in dem 1920 die Ententekommission getagt hatte. In der NS-Zeit wurde man in Berlin auf dieses Ereignis aufmerksam, der Freistaat Schwenten wurde zu einem deutschen Heldenmythos stilisiert und NS-Größen wie Reichsleiter Robert Ley und Innenminister Wilhelm Frick nahmen an der jährlich stattfindenden Feier teil. Nach dem Zusammenbruch des Dritten Reiches und dem Ende des Zweiten Weltkrieges kam Schwenten, fortan Świętno, unter polnische Verwaltung und die deutsche Bevölkerung wurde zwischen 1945 und 1947 vertrieben.

## Weblink
- Wolne Państwo Świętno – Freistaadt Schwenten. Private polnische Seite